# Tramwaje w Żytawie
Tramwaje w Żytawie – zlikwidowany system komunikacji tramwajowej w niemieckim mieście Żytawa.

## Historia
W związku z odbywającą się w Żytawie w 1902 Oberlausitzer Industrie- und Gewerbeausstellung podjęto decyzję o budowie linii tramwajowej pomiędzy dworcem kolejowym a terenem wystawy. Linię tramwaju akumulatorowego otwarto 29 czerwca 1902. Cztery zakupione do obsługi linii tramwaje kursowały po torach o rozstawie szyn wynoszącym 1450 mm. Linię tę zamknięto 22 września 1902. 14 grudnia 1904 otwarto dwie linie tramwaju elektrycznego o rozstawie szyn wynoszącym 1000 mm:
- linia biała: Bahnhof – Bautzner Straße – Marktplatz – Reichenberger Straße – Kaiser-Wilhelm-Platz – Königsplatz – Grottauer Straße
- linia czerwona: Görlitzer Straße – Frauenstraße – Frauentorstraße – Marktplatz – Weberstraße

Pod koniec 1905 otwarto trzecią linię tramwajową:
- linia niebieska: Bahnhof – Hospitalstraße – Oybiner Straße – Olbersdorf

W 1909 linię czerwoną przedłużono do Weinau. Wówczas to sieć osiągnęła swe maksymalne rozmiary. Do obsługi sieci w Żytawie eksploatowano 11 wagonów silnikowych. Z powodu trudności gospodarczych po I wojnie światowej sieć zamknięto 19 listopada 1919.